# Вида Милосављевић Кева
Вида Милосављевић Кева (Багрдан, код Јагодине, 1. мај 1897 — Светозарево, 23. јул 1980) била је учесница Народноослободилачке борбе.

## Биографија
Рођена је 1. маја 1897. године у селу Багрдану, код Јагодине.
Била је удата за Милана Милосављевића, железничара, са којим је имала петоро деце. Године 1921. породица се преселила у Београд, где је њен супруг Милан добио службу железничара, а касније постао возовођа. Становали су на Сењаку.
Током студија њено двоје најстарије деце — ћерка Љубинка Буба, студенткиња технике и син Јован Јоца, студент медицине су се прикључили револцуионарном студентском покрету. Преко њих, Вида је добила прва сазнања о револцуционарном радничком покрету и марксизму.
После смрти супруга, Вида се са троје млађе деце преселила у Јагодину, 1938. године. Свесрдно је помагала раднички покрет и рад илегалне Комунистичке партије Југославије (КПЈ), а јуна 1941. године постала је члан КПЈ.
Након окупације Југославије, 1941. године Вида је активно учествовала у помоћи око орагнизовања устанка. Њена кућа у Јагодини била је пункт КПЈ и преко ње је одржавана веза са партизанским одредом. Августа 1941. године погинуо је њен најстарији син Јован, а пошто је претила опасност да буде ухапшена, истог дана је отишла у партизане у Беличку партизански чету.
После Прве непријатељске офанзиве, крајем 1941. године са главнином партизанских снага се повукла у Санџак, а потом прешла у Босну. Марта 1942. године постаје борац Треће поморавске чете Трећег шумадијског батаљона Друге пролетерске ударне бригаде. Током боравка у на ослобођеној територији Босанске крајине обављала је разне политичке дужности. Касније је била политички комесар помоћних одељења при Врховном штабу НОВ и ПОЈ. Учествовала је у борбама током битака на Неретви и Сутјесци, 1943. године.
У јесен 1944. године са Првом пролетерском дивизијом се вратила у Србију, где је политички радила са женама у Горњем Милановцу, а потом у Јагодини. После ослобођења Југославије, активно је радила у Антифашистичком фронту жена (АФЖ). Била је председница првог Окружног одбора АФЖ у Јагодини, као и члан Народноослободилачког одбора за Белички срез.
Умрла је 23. јула 1980. у Светозареву.
Носилац је Партизанске споменице 1941, а Орденом братства и јединства првог реда одликована је 29. јануара 1945. године.

## Породица
Четворо од петоро њене деце били су учесници Народноослободилачког рата.
Старији син Јован Јоца (1919—1941), био је члан Окружног комитета КПЈ за Јагодину и погинуо је 8. августа 1941. године. Његова супруга Радмила Трифуновић (1919—1943), погинула је маја 1943. године у околини Петровца на Млави. Обоје су проглашени за народне хероје. Иза њих је остала ћеркица Стојанка, рођена маја 1941. године.
Млађи син Петар Перица Милосављевић (1925—1942), био је борац Ужичког батаљона Друге пролетерске ударне бригаде и погинуо је септембра 1942. године у борбама са четницима на Мањачи.
Старија ћерка Љубинка (1917), била је члан Покрајинског комитета КПЈ за Србију од 1940. године. У току НОР-а се налазила на дужностима члана Политодјела Друге пролетерске ударне бригаде, а касније је радила као политички радник и члан ЦК СКОЈ-а. После ослобођења је била друштвено-политичка радница СР Србије. Носилац је Партизанске споменице 1941.
Млађа ћерка Зорица (1927), била је партизански курир у пожаревачком крају, а крајем 1941. су је заробили четници и предали полицији и потом је била у логору на Бањици. После пуштања из логора, маја 1943. са групом истакутих партијских радника напустила је Београд и пребацила се у Босну у Врховни штаб. Политички је деловала на ослобођеној територији Босанске крајине. После ослобођења је била друштвено-политичка радница СР Србије. Носилац је Партизанске споменице 1941.